# Julius Wiesner
Julius Ritter von Wiesner, född 20 januari 1838 i Tschechen, Mähren, död 9 oktober 1916 i Wien, var en österrikisk botaniker.
Wiesner blev 1860 filosofie doktor i Jena, 1861 docent i botanik vid polytekniska institutet i Wien, 1868 extra ordinarie och 1870 ordinarie professor i växtfysiologi vid forstanstalten i Mariabrunn samt var 1873-1909 professor i växtanatomi och växtfysiologi vid universitetet i Wien.
I början av sin verksamhet var Wiesner tekniskt intresserad och utförde vetenskapligt exakta undersökningar av råvaror från växtriket. Hithörande arbeten är Technische Mikroskopie (1867), Die technisch verwendeten Gummi und Harze (1869) och Die Rohstoffe des Pflanzenreichs (1873; två senare upplagor under medverkan av en rad kollegor). Han studerade även papper, i synnerhet forntida skrifter, med mikroskop, vilket behandlas i Die mikroskopische Untersuchung des Papiers mit besonderer Berücksichtigung der ältesten orientalischen und europäischen Papiere (i samlingsverket "Papyrus Erzherzog Rainer", 1887) och Mikroskopische Untersuchung alter ostturkestanischer und anderer asiatischer Papiere... (1902).
Som mikroskopiker skrev Wiesner förutom andra växtanatomiska arbeten Die Elementarstruktur und das Wachstum der lebenden Substanz (1892), i vilket han framställer växtcellen som en organism, sammansatt av ännu smärre livsenheter ("plasomer"), förhållande sig till cellen som cellerna till det hela.
Wiesners viktigaste verk var inom växtfysiologin, varav han behandlade groning, bladriktning, lövfall, blad och regn, rörelser, transpiration, saftströmning, gasförflyttning, men framförallt ljusets inflytande på växten. Han utgav det viktiga retningsfysiologiska verket Die heliotropischen Erscheinungen im Pflanzenreiche (två delar, 1878, 1880), i vilket han framlade den heliotropiska induktionen och begreppet "bladets fixa ljusläge" samt införde noggrann ljusmätning i växtfysiologin. Han prövade själv sina metoder genom resor i vitt skilda länder (bland annat till Java och Spetsbergen) samt fastställde den levande växtens "Lichtgenuss" genom den efter olika trakter, lokaler och tider på olika sätt inverkande ljusmängden (det "fotokemiska klimatet").
Wiesners viktigaste skrifter inom sistnämnda område är Photometrische Untersuchung en auf pflanzenphysiologischem Gebiete (1. Einfluss der sogennanten chemischen Lichtintensität auf den Gestaltungsprozess der Pflanzenorgane, 1893; 2. Untersuchungen über den Lichtgenuss der Pflanzen... von Wien, Kairo und Buitenzorg, 1895; 3. Untersuchungen über den Lichtgenuss... im arktischen Gebiete, 1900; 4. Untersuchungen über... im Yellowstone-Gebiete, 1905), Ueber die photometrische Bestimmung heliotropischer Konstanten (1897), Beiträge zur Kenntnis des photochemischen Klimas im arktischen Gebiete (1898), Influence de la lumière solaire diffuse sur le développement des plantes (1898) och Die Stellung der Blüten zum Lichte (1901). Han utgav även läroböcker (från 1881), samlade i Elemente der wissenschaftlichen Botanik (tre band, separat i flera upplagor).
Wiesner blev ledamot av Vetenskapssocieteten i Uppsala 1887 och av svenska Vetenskapsakademien (1912) samt blev 1907 medicine hedersdoktor vid Linnéjubileet i Uppsala. Auktorsnamnet Wiesner kan användas för Julius Wiesner i samband med ett vetenskapligt namn inom botaniken; se Wikipediaartiklar som länkar till auktorsnamnet.